# Niederkorn
Niederkorn (en luxemburgués: Nidderkuer) és una vila de la comuna de Differdange del districte de Luxemburg al cantó d'Esch-sur-Alzette. Està a uns 19 km de distància de la Ciutat de Luxemburg.